# Branice
Branice (německy Branitz) jsou obec v okrese Písek v Jihočeském kraji. Žije zde 308 obyvatel.

## Historie
První písemná zmínka o obci pochází z roku 1488. Branice mají společné dějiny se Stehlovicemi. Do roku 1736 existovala Branická rychta, ke které patřily Stehlovice, Jickovice, Velká, Osek, Rukáveč, Jetětice, Kučeř, Květov.
Sbor dobrovolných hasičů byl v obci založen roku 1898. Roku 1929 byl založený družstevní lihovar. V roce 1930 zde bylo vedeno 46 popisných čísel a žilo zde 310 obyvatel. Školou, farním a poštovním úřadem Branice náležely k Veselíčku.

## Obyvatelstvo
| Rok            | 1869 | 1880 | 1890 | 1900 | 1910 | 1921 | 1930 | 1950 | 1961 | 1970 | 1980 | 1991 | 2001 | 2011 | 2021 |
| -------------- | ---- | ---- | ---- | ---- | ---- | ---- | ---- | ---- | ---- | ---- | ---- | ---- | ---- | ---- | ---- |
| Počet obyvatel | 228  | 217  | 227  | 241  | 270  | 297  | 310  | 276  | 298  | 308  | 331  | 323  | 302  | 297  | 279  |
| Počet domů     | 22   | 23   | 28   | 29   | 31   | 35   | 46   | 56   | 59   | 62   | 80   | 87   | 98   | 104  | 113  |

## Obecní správa
V letech 1960–1990 k obci patřil Křižanov, v letech 1960–1992 Okrouhlá, od 14. června 1964 do 31. prosince 1992 Stehlovice a od 1. ledna 1988 do 30. června 1990 také Bilina a Veselíčko.

### Obecní symboly
Znak a vlajka byly obci uděleny rozhodnutím předsedy Poslanecké sněmovny Parlamentu České republiky dne 25. listopadu 2003.

## Pamětihodnosti
- Návesní kaple svatého Václava je z roku 1881. Nápis na kapli: „SVATÝ VÁCLAVE ORODUJ ZA NÁS 1881“.[10]
- V obecním parku se nachází kaple na památku padlých z první světové války. Byla postavena nákladem 5 000 korun v letech 1930–1931. Do základů byla vložena pamětní listina.[5] Kaple byla vysvěcena 28. června 1931. Zároveň byly odhaleny pamětní desky padlým. Na kapli je tento nápis: Našim padlým vojínům 1914 - 1918. Druhý používaný název je kaple Svatého Kříže. Podle záznamu v místní kronice zde v sedmnáctém století stávala kaplička se stejným názvem, která byla poničena pádem stromu při vichřici v roce 1929. Býval zde morový hřbitov, protože bernartický hřbitov kapacitně nepostačoval. Dne 4. července 1929, kdy byla při vichřici vyvrácena lípa, která rostla poblíž kaple, zde byly nalezeny lidské kostry.[10] Zvon z kaple o váze třicet kilogramů byl rekvírován roku 1917.[5]
- Vedle kaple se v ohrádce nalézá kamenný kříž s podobenkou.
- Poblíž kaple roste památný strom.
- Výklenková kaple svatého Saturnina v obci je z roku 2006. V kapli je nápis: „Na svatého Saturnina skučí z polí meluzina“.[11]

## Galerie

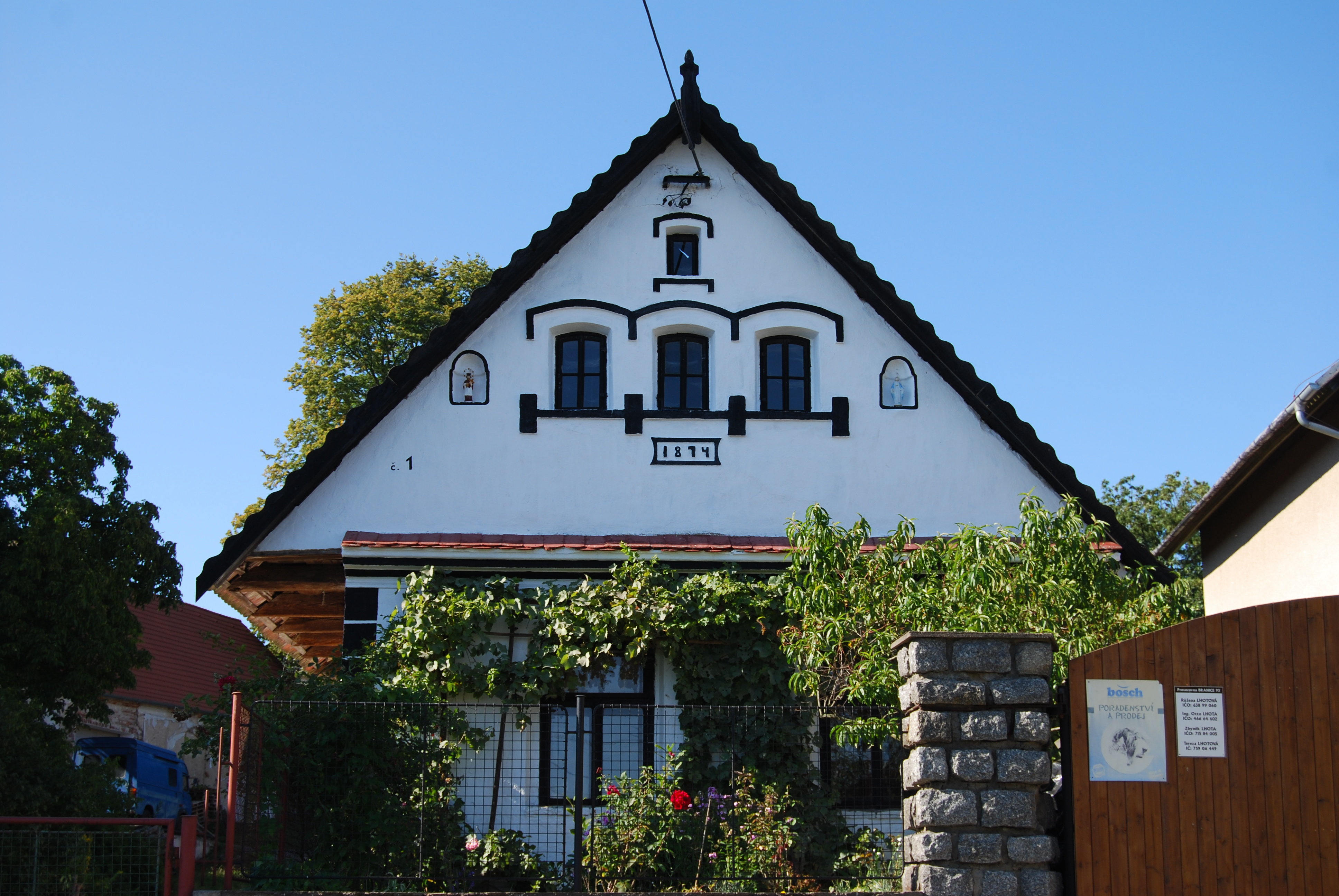
Stavení v obci
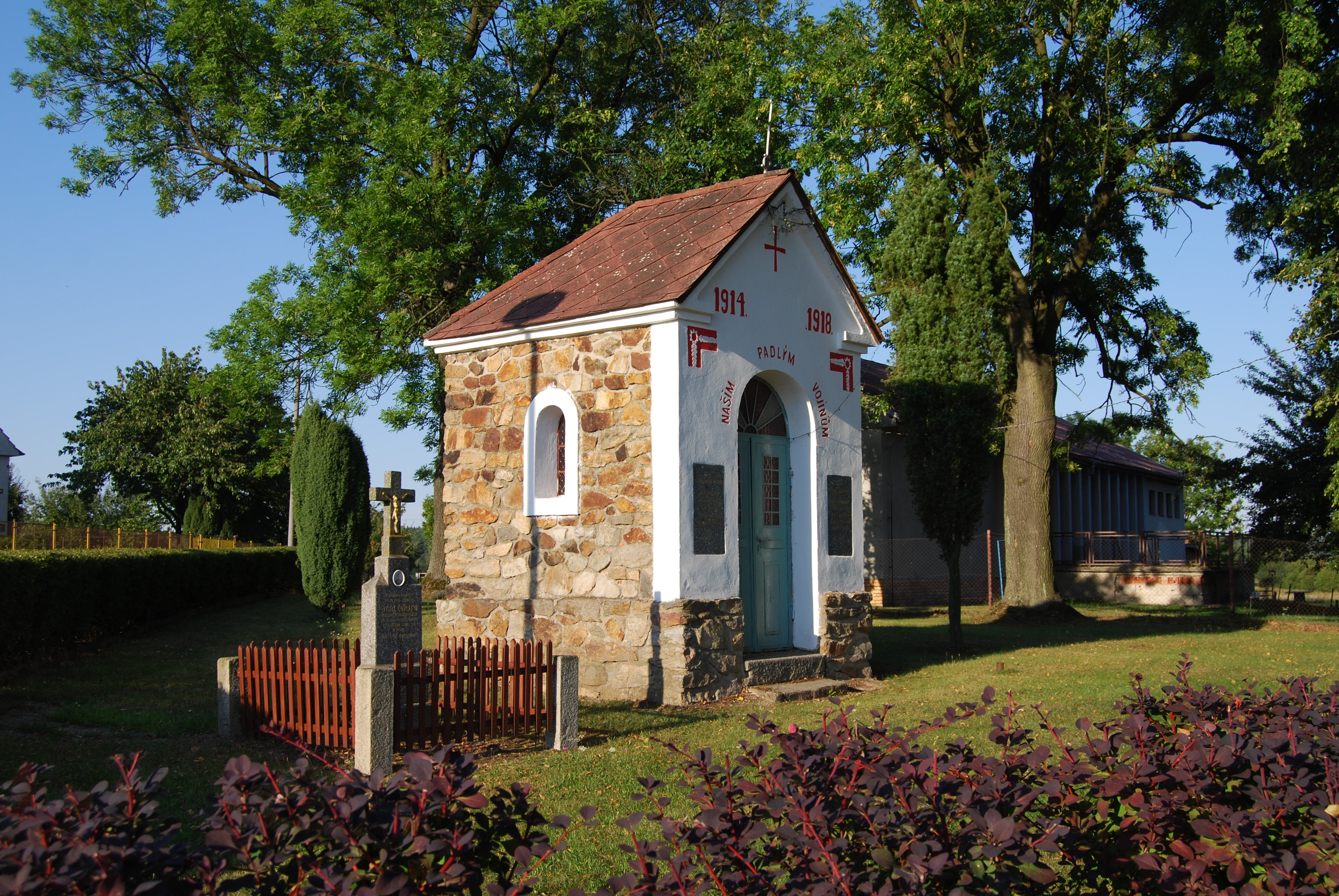
Kaple Svatého Kříže a zároveň pomník padlým
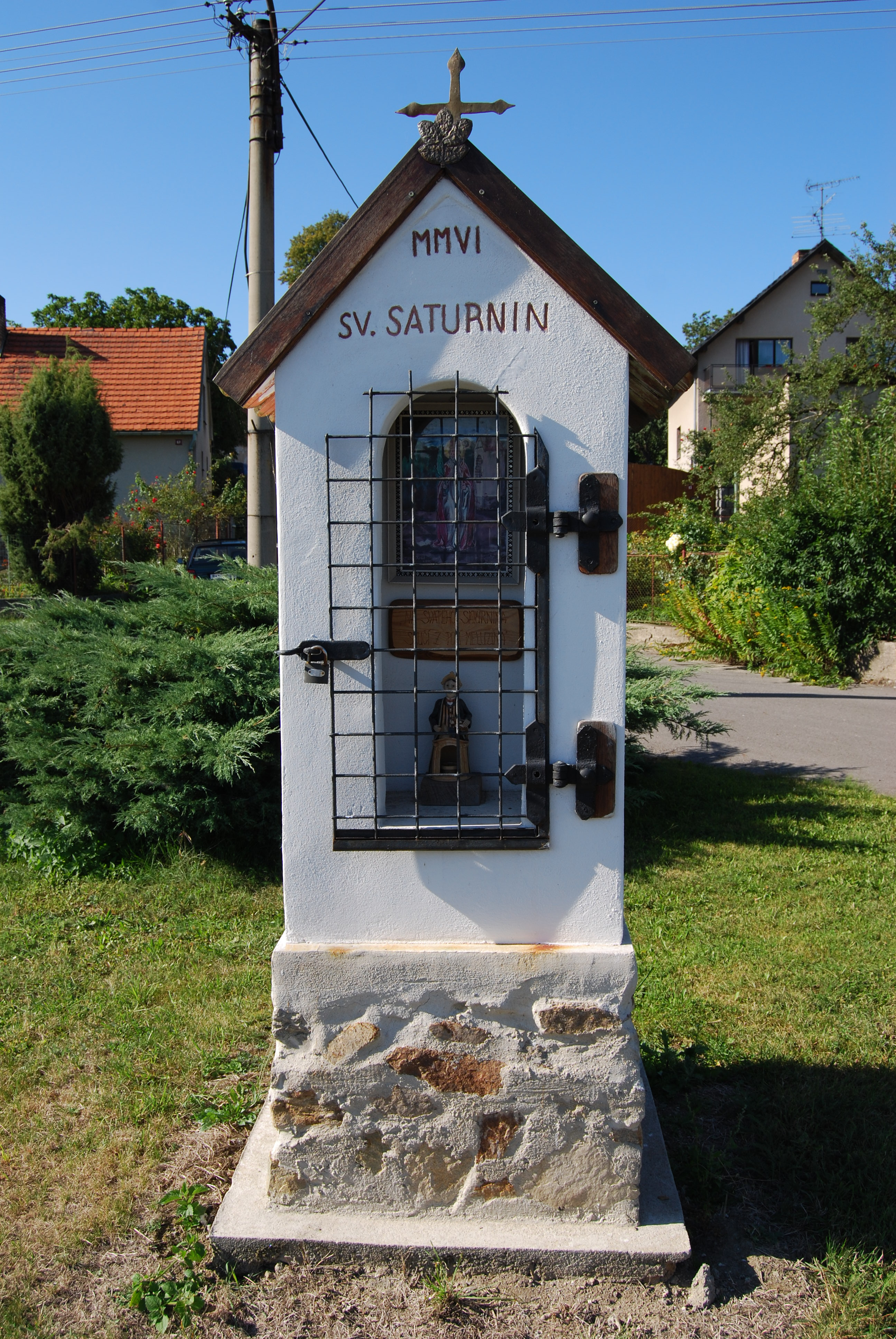
Výklenková kaple svatého Saturnina